# デラウェアパーク競馬場
デラウェアパーク （Delaware Park）は、アメリカ合衆国デラウェア州スタントンにある競馬場、カジノ、ゴルフ場の複合施設。
ウィルミントンの郊外、フィラデルフィアから約30マイルの場所にある。「Delpark」の通称でも知られる。

## 競馬場

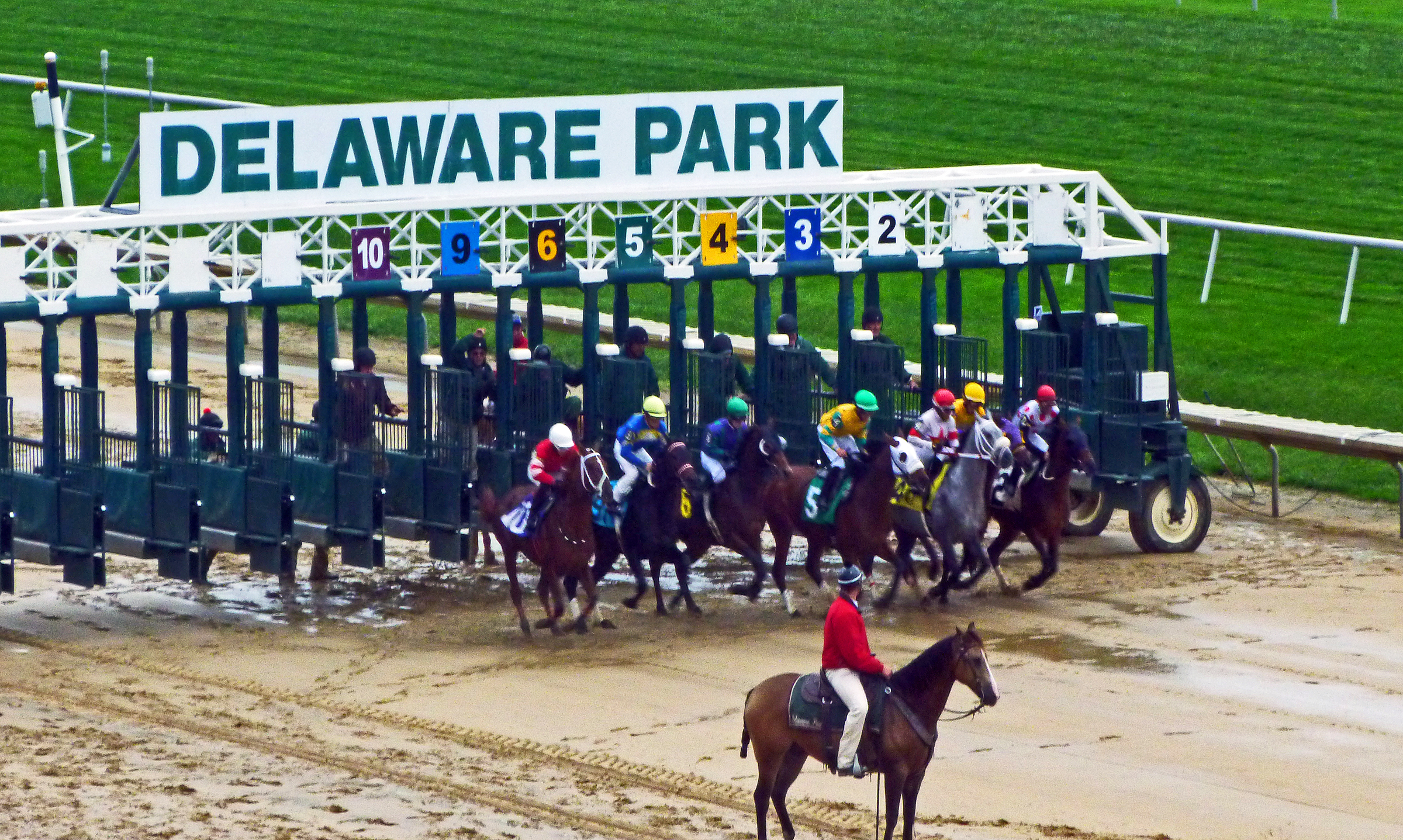
デラウェアパークにおける発走の風景

デラウェアパークは設計士ウィリアム・デュポン・ジュニアと事業家ドナルド・ピーバディ・ロスの主導により建設された競馬場で、建築にはペンシルベニア州メディアのフィリップ・T・ハリスが担当した。同競馬場は1937年6月26日にオープンし、2020年現在ではデラウェア州で唯一のサラブレッド競馬を開催する競馬場となっている。デラウェアパークの競馬は、通常5月から10月の期間に開催される。 
また、デラウェアパークは東海岸地区中部においては唯一のアラブ馬の競走を行う競馬場でもある。この地域では、アラブ種を含む馬が多く生育されている。    
デラウェアパークではサイマルキャスト放送を提供しており、他の競馬場で行われる競走も視聴・購入ができるようになっている。 

### コース概要
メインとなるダートコースと、内側の芝コースがある。周回はともに左回り。
- 1周距離 - ダートコース：約1,600メートル ／ 芝コース：約1,400メートル
- 直線距離 - 約300メートル

### 主な競走
グレードは2025年現在のもの。
G3
- デラウェアハンデキャップ
- デラウェアオークス
- ケントステークス
- ロバート・G・ディックメモリアルステークス

## カジノ

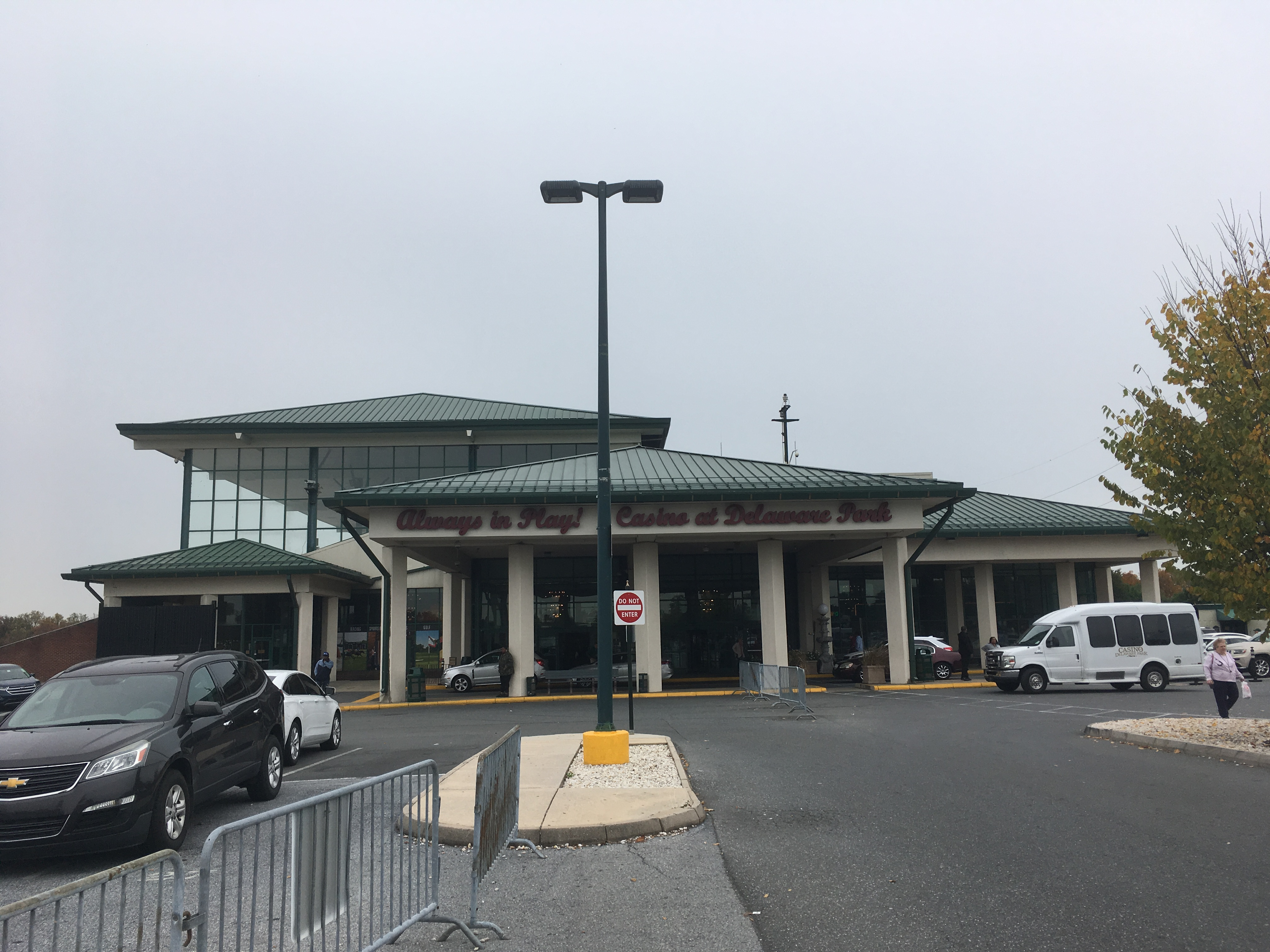
デラウェアパークのカジノ外観

デラウェアパークのカジノには2,500台近くのスロットマシンが設置されており、2011年現在で毎日約8,000人がカジノを利用している。 
デラウェア州ではナショナルフットボールリーグの試合を対象とした賭博が合法化されており、デラウェアパークにおいても2009年に利用可能になった。 このほか、2018年時点でスポーツ賭博はオートレース・野球・バスケットボール・ボクシング・サッカー・ゴルフ・ホッケーを含む、すべてのプロスポーツおよび大学スポーツ（デラウェア大学を除く）の単一試合または複数試合セット（パーレー）が賭けの対象にされている。 賭けはデラウェアパークにある「スポーツブック」で行われ、特にサッカーはスポーツブックで週を通して、加えて日曜日にはスポーツバーにおいてもテレビ放映されている。また2010年1月28日の法改正により、ブラックジャックをはじめとしたテーブルゲーム中継も提供されるようになった。このほか、デラウェアパークでは、カジノ内のさまざまな場所でキノも提供している。 

## ゴルフ場
デラウェアパークには、 ホワイトクレイクリークカントリークラブと呼ばれる18ホール、パー72のゴルフ場が併設されている。 

## 飲食店
以下はデラウェアパーク内の飲食店の一覧である。
- ダイニング
  - Legends Restaurant
  - Picciotti's Pizza and Craft Beer
  - Del Cap Room
  - At The Rail Wine Bar and Grille
  - On A Roll Deli
  - Rooney's
  - Kelso's Coffee Shop
  - New Castle Room
  - Sports Book
  - The Grove at Delaware Park
  - The Terrace
- バー
  - Paddock Pub
  - Hops
  - Oval Bar
  - Wheel Bar